# Graphipterus minutus minutus
Graphipterus minutus minutus es una subespecie de escarabajo del género Graphipterus, familia Carabidae, orden Coleoptera. Fue descrita científicamente por Dejean en 1822.

## Descripción
El macho mide 10,3-13,5 milímetros de longitud y la hembra 10,5-15,2 milímetros.

## Distribución
Se distribuye por Siria, Jordania, Arabia Saudita, Irak e Irán.